# 17 سبتمبر
- السبت
- الأحد
- الاثنين
- الثلاثاء
- الأربعاء
- الخميس
- الجمعة

- 307 ربيع الأول 1447  هـ
- 318 ربيع الأول 1447  هـ
- 19 ربيع الأول 1447  هـ
- 210 ربيع الأول 1447  هـ
- 311 ربيع الأول 1447  هـ
- 412 ربيع الأول 1447  هـ
- 513 ربيع الأول 1447  هـ
- 614 ربيع الأول 1447  هـ
- 715 ربيع الأول 1447  هـ
- 816 ربيع الأول 1447  هـ
- 917 ربيع الأول 1447  هـ
- 1018 ربيع الأول 1447  هـ
- 1119 ربيع الأول 1447  هـ
- 1220 ربيع الأول 1447  هـ
- 1321 ربيع الأول 1447  هـ
- 1422 ربيع الأول 1447  هـ
- 1523 ربيع الأول 1447  هـ
- 1624 ربيع الأول 1447  هـ
- 1725 ربيع الأول 1447  هـ
- 1826 ربيع الأول 1447  هـ
- 1927 ربيع الأول 1447  هـ
- 2028 ربيع الأول 1447  هـ
- 2129 ربيع الأول 1447  هـ
- 2230 ربيع الأول 1447  هـ
- 231 ربيع الآخر 1447  هـ
- 242 ربيع الآخر 1447  هـ
- 253 ربيع الآخر 1447  هـ
- 264 ربيع الآخر 1447  هـ
- 275 ربيع الآخر 1447  هـ
- 286 ربيع الآخر 1447  هـ
- 297 ربيع الآخر 1447  هـ
- 308 ربيع الآخر 1447  هـ
- 19 ربيع الآخر 1447  هـ
- 210 ربيع الآخر 1447  هـ
- 311 ربيع الآخر 1447  هـ

17 سبتمبر أو 17 أيلول أو يوم 17 \ 9 (اليوم السابع عشر من الشهر التاسع) هو اليوم الستون بعد المئتين (260) من السنوات البسيطة، أو اليوم الحادي والستون بعد المئتين (261) من السنوات الكبيسة وفقًا للتقويم الميلادي الغربي (الغريغوري). يبقى بعده 105 يوما لانتهاء السنة.

## أحداث
- 1171 - مصر تعود إلى الخلافة العباسية بعد موت آخر الخلفاء الفاطميين العاضد لدين الله.
- 1939 - القوات السوفيتية تغزو شرق بولندا وتستولي على ما تركه الألمان من الأراضي البولندية خلال الحرب العالمية الثانية.
- 1925 - وقوع معركة المسيفرة بين الثوار السوريين والقوات الفرنسية بقيادة الكولونيل شارل أندريا في قرية المسيفرة في حوران جنوب سوريا.
- 1948 - منظمة شتيرن تغتال الكونت فولك برنادوت المعين من الأمم المتحدة للتوفيق بين العرب واليهود في فلسطين.
- 1961 - إعدام رئيس وزراء تركيا الأسبق عدنان مندريس.
- 1962 - خالد العظم يشكّل حكومة سورية جديدة، واستمرت حتى إنقلاب 8 آذار 1963.
- 1971 - مصر تُسقط طائرة تجسس بوينج 377 ستراتوكروزر إسرائيلية فوق سيناء.
- 1974 - انضمام بنغلاديش وغرينادا وغينيا بيساو إلى الأمم المتحدة.
- 1978 - التوقيع على اتفاقية كامب ديفيد بين مصر وإسرائيل.
- 1991 - كوريا الشمالية وكوريا الجنوبية وإستونيا ولاتفيا وليتوانيا وجزر المارشال وولايات ميكرونيسيا المتحدة تنضم للأمم المتحدة.
- 1997 - مصرع 11 دبلوماسي أجنبي في البوسنة والهرسك بينهم نائب المبعوث الدولي «جبرو فاجنر» لدى تحطم طائرتهم قرب سراييفو.
- 2008 - مصرع 16 مواطن يمني في هجوم بسيارة مفخخة على السفارة الأمريكية بالعاصمة صنعاء.
- 2010 - إسرائيل تغتال إياد شلباية أحد قياديي كتائب عز الدين القسام في منزله بمخيم نور شمس في طولكرم.
- 2016 -
  - طيران التحالف الدولي يقصف أحد مواقع الجيش السوري في جبل الثردة في محيط مطار دير الزور، ما أدى إلى وقوع خسائر بالأرواح والعتاد في صفوف قواته.
  - وقوع انفجار بسبب قنبلة في حي مانهاتن في مدينة نيويورك في الولايات المتحدة وأسفر عن إصابة 29 شخص.
- 2018 -
  - اتفاق روسي - تركي على إقامة منطقة منزوعة السلاح عمقها 20 كيلومتراً جنوب محافظة إدلب وشمال محافظة حماة في سوريا، وعلى تسيير دوريات مشتركة لمراقبة تنفيذ الاتفاق.
  - غارات إسرائيلية تستهدف عدة مواقع سورية في المناطق الغربية والوسطى، خلال الغارات أسقطت الدفاعات الجوية السورية عن طريق الخطأ طائرة عسكرية روسية كانت متجهة إلى قاعدة حميميم مما أسفر عن مقتل 15 عسكرياً روسياً كانوا على متنها.
- 2024 - مقتل 37 شخصًا على الأقل وإصابة ما يزيد عن 3,400 آخرين جراء انفجارات أجهزة نداء يستخدمها عناصر وقياديون من حزب الله في لبنان وسورية.

## مواليد
- 1205 - ابن الظهير الإربلي، فقيه حنفي وأديب.
- 1677 - ستيفن هايلز، فيزيولوجي وعالم كيمياء إنجليزي.
- 1826 - برنارد ريمان، عالم رياضيات ألماني.
- 1869 - كريستيان لويس لانج، سياسي نرويجي حاصل على جائزة نوبل للسلام عام 1921.
- 1917 - محمود خليل الحصري، قارئ قرآن مصري.
- 1918 - حاييم هرتصوغ، رئيس إسرائيل.
- 1922 - أغوستينيو نيتو، رئيس أنغولا.
- 1923 - هانك ويليامز، مغني أمريكي.
- 1929 - نادية السبع، ممثلة مصرية.
- 1932 - خليفة بن حمد آل ثاني، أمير قطر السادس.
- 1945 - فل جاكسون، لاعب ومدرب كرة سلة أمريكي.
- 1950 - ناريندرا مودي، سياسي ورئيس وزراء هندي.
- 1953 - سلوى القطريب، ممثلة لبنانية.
- 1963 - رامي سعري، شاعر ومترجم وناقد أدبي إسرائيلي.
- 1965 - يوجي ناكا، مصمم ألعاب فيديو ياباني.
- 1968 - أنستزيا، مغنية أمريكية.
- 1970 - سيدو تراوري، لاعب كرة قدم بوركينياني.
- 1977 - سيموني بيروتا، لاعب كرة قدم إيطالي.
- 1981 - باكاري كونيه لاعب كرة قدم إيفواري.
- 1983 -
  - هدى صلاح، ممثلة تونسية.
  - سنايا إيراني، ممثلة هندية.
- 1985 -
  - توماس بيرديتش، لاعب كرة مضرب تشيكي.
  - جون وولكر، مغني وكاتب أغاني وعازف غيتار أمريكي.
- 1987 - بول هونتينغتون، لاعب كرة قدم إنجليزي.
- 1992 - روان مهدي، ممثلة عراقية تعمل في الكويت.

## وفيات
- 717 - سليمان بن عبد الملك، خليفة أموي.
- 1574 - بيدرو مينينديث دي أفيليس، مستكشف وبحار إسباني.
- 1836 - أنطوان لوران دو جوسيو، عالم فرنسي في علم النبات.
- 1905 - عباس كاشف الغطاء، فقيه وشاعر وكاتب عراقي.
- 1920 - محمد تقي الشيرازي عالم شيعي اثني عشري.
- 1948 - فولك برنادوت، كونت وديبلوماسي سويدي.
- 1961 - عدنان مندريس، رئيس وزراء تركي.
- 1992 -
  - عائشة إبراهيم، ممثلة كويتية.
  - هريفيلتو مارتينس، ملحن برازيلي.
- 1994 - كارل بوبر، فيلسوف إنجليزي.
- 1996 - سبيرو أغنيو، سياسي أمريكي.
- 2006 - جاسم حمد الصقر، اقتصادي وسياسي كويتي.
- 2010 - إياد شلباية، قيادي في كتائب عز الدين القسام.
- 2012 - مساعد بن سعود بن عبد العزيز آل سعود، أمير منطقة تبوك.
- 2020 - عادل محسن، شاعر شعبي عراقي.
- 2021 - عبد العزيز بوتفليقة، الرئيس العاشر للجزائر منذ التكوين والرئيس السابع منذ الاستقلال.
- 2022 - فريدة صابونجي، ممثلة جزائرية.

## أعياد ومناسبات
- عيد الأبطال في أنغولا.
- يوم الدستور في الولايات المتحدة.

## وصلات خارجية
- وكالة الأنباء القطريَّة: حدث في مثل هذا اليوم.
- النيويورك تايمز: حدث في مثل هذا اليوم.
- BBC: حدث في مثل هذا اليوم.